# Oncella schliebeniana
Oncella schliebeniana är en tvåhjärtbladig växtart som beskrevs av Simone Balle och R.M. Polhill & D. Wiens. Oncella schliebeniana ingår i släktet Oncella och familjen Loranthaceae. Inga underarter finns listade i Catalogue of Life.